# Polygonia nigracastanea
Polygonia nigracastanea är en fjärilsart som beskrevs av Ruggero Verity 1950. Polygonia nigracastanea ingår i släktet Polygonia och familjen praktfjärilar. Inga underarter finns listade i Catalogue of Life.